# Marco Pinotti

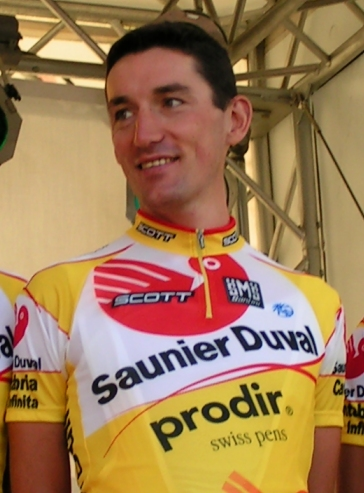
Marco Pinotti

Marco Pinotti (24 de fevereiro de 1976, Osio Sotto) é um ciclista profissional italiano.